# Nathrius
Nathrius — род жуков-усачей из подсемейства настоящих усачей (Psebiini).

## Описание
Впадины передних тазиков сзади открыты. Глаза без выемки, почковидные. Надкрылья едва достигают середины брюшка.

## Систематика
В составе рода:
- Nathrius berlandi (Villiers, 1946)
- Nathrius brevipennis (Mulsant 1839)